# Гернет, Константин Карлович
Константин Карлович Гернет (1844 — не ранее 1918) — русский военный деятель, генерал от инфантерии (1913).

## Биография
Родился 27 ноября (9 декабря) 1844 года.
В службу вступил в 1863 году после окончания Павловского кадетского корпуса, произведён в подпоручики и назначен в Финляндский лейб-гвардии полк.
Участвовал в подавлении Польского мятежа. В 1866 году был произведён в поручики и в этом же году переименован в подпоручики гвардии. В 1868 году произведён в поручики гвардии. В 1871 году произведён в штабс-капитаны гвардии, в 1876 году — в капитаны гвардии. Участвовал в русско-турецкой войне.
В 1881 году был произведён в полковники. С 1882 года назначен заведующим Императорским Зимним дворцом. С 1883 года исполнял обязанности управляющего Главным дворцовым управлением.
В 1891 году был произведён в генерал-майоры с назначением начальником Гатчинского дворцового управления. В 1902 году произведён в генерал-лейтенанты, в 1913 году — в генералы от инфантерии с увольнением в отставку.
Был присоединён из лютеранства в православие 19 февраля 1918 года.

## Награды
Награды
- Орден Святой Анны 3-й степени с мечами и бантом (1878)
- Орден Святого Станислава 2-й степени с мечами (1879)
- Орден Святого Владимира 4-й степени с мечами и бантом (1879)
- Орден Святого Владимира 3-й степени (1883)
- Орден Святого Станислава 1-й степени (1895)
- Орден Святой Анны 1-й степени (1898)
- Орден Святого Владимира 2-й степени (1905)
- Орден Белого орла (ВП 13.04.1908)
- Орден Святого Александра Невского (1913)